# إيفيتا غريسكيناس
إيفيتا غريسكيناس (من مواليد 3 ديسمبر 2000) هي لاعبة جمباز إيقاعي فردية أمريكية مثلت الولايات المتحدة في دورة الألعاب الأولمبية الصيفية 2024. سبق لها أن مثلت الولايات المتحدة في دورة الألعاب الأولمبية الصيفية 2020، حيث احتلت المركز الثاني عشر في جولة التصفيات للفردي الشامل. في كأس التحدي العالمي بورتيماو 2023، أصبحت أول أمريكية تفوز بالميدالية الفضية الشاملة في سلسلة كأس العالم للجمباز الإيقاعي. وهي بطلة الولايات المتحدة الأمريكية الشاملة لعام 2022، وحاصلة على الميدالية الفضية الوطنية الشاملة أربع مرات (2017، 2018، 2019، 2021)، وبطلة الولايات المتحدة الشاملة للناشئين لعام 2015.
كانت إيفيتا هي الرياضية الأكثر حصولاً على الميداليات في دورة الألعاب الأمريكية 2019 بأربع ميداليات ذهبية وميدالية برونزية واحدة، وفازت بخمس ميداليات في دورة الألعاب الأمريكية لعام 2023. كما فازت بالميداليات الذهبية في بطولة أمريكا لعام 2017 وهي أيضًا بطلة بطولة أمريكا الشاملة لعام 2022. وهي حائزة على الميدالية البرونزية في نهائي جائزة برنو الكبرى لعام 2024.
في دورة الألعاب الأمريكية 2023 فازت بالميدالية الفضية الشاملة وحصلت على حصة فردية للتنافس في دورة الألعاب الأولمبية الصيفية 2024. في ظهورها الثاني على المسرح الأوليمبي  كانت اللاعبة الأمريكية الوحيدة التي تنافس في حدث الجمباز الإيقاعي الفردي للسيدات في بورت دي لا شابيل أرينا، باريس، أنهت جولة التصفيات في المركز الثامن عشر ولم تنجح في التأهل إلى النهائي.